# Rivalidad futbolística entre China y Japón
La rivalidad futbolística entre China y Japón es el enfrentamiento entre las selecciones nacionales de ambos países, así como de los clubes de las respectivas ligas. Las tensiones históricas han convertido esta rivalidad en una de las más acaloradas de Asia y del mundo.

## Historia
Los equipos de fútbol masculino de China (entonces llamada República de China) y Japón se enfrentaron por primera vez en 1917 en los Juegos del Campeonato del Lejano Oriente, que fueron organizados por los nipones.
La rivalidad sino-japonesa tuvo que pausarse a mitad del siglo XX debido a las fuertes tensiones que atravesaban las naciones a raiz de la Segunda Guerra Mundial, con los japoneses del lado del Eje y los chinos del bando Aliado, y los efectos posteriores a dicho conflicto. En 1966, después 32 años sin jugar entre ellos, nuevamente disputarían un partido amistoso que concluyó con victoria china.
Antes de la década de 1990, China era uno de los equipos de fútbol masculino dominantes de Asia, mientras que el fútbol en Japón todavía se limitaba a niveles amateur, en parte debido al poco interés en el desarrollo de este deporte. Por lo tanto, Japón sufrió muchas derrotas ante China. Pero con el rápido ascenso de la selección nacional masculina japonesa desde esa década, la marea ha cambiado. 
En 2018 durante los Juegos Asiáticos, se disputaría el primer partido oficial de selecciones femeninas de ambos países en la final del torneo de fútbol; las japonesas vencerían a su rival con un gol al minuto 90 que les daría el campeonato.
Actualmente, Japón tuvo más éxito que China en el fútbol masculino, al ganar cuatro veces la Copa Asiática (de la cual es el país con más trofeos) y jugar en todas las Copas Mundiales de la FIFA desde 1998. China, por su parte, fue dos veces subcampeona continental y únicamente se clasificó al mundial de 2002, en la que Japón compartió estatus de anfitrión con Corea del Sur.

## Partidos masculinos
| #  | Fecha                    | Local | Resultado | Visitante | Goles Local | Goles Visita                                                        | Estadio                                   | Localización                   | Competición                           |
| -- | ------------------------ | ----- | --------- | --------- | --- | ------------------------------------------------------------------- | ----------------------------------------- | ------------------------------ | ------------------------------------- |
| 1  | 9 de mayo de 1917        | Japón | 0–5       | China     | | Fung Kin Wai (3', 22', ?') Kwok Po Kan (28') Tong Fuk Cheung (30')  | Shibaura Ground                           | Tokio                          | Juegos del Lejano Oriente             |
| 2  | 1 de junio de 1921       | China | 4–1       | Japón     | |                                                                     | Sin datos                                 | Shanghái                       | Juegos del Lejano Oriente             |
| 3  | 24 de mayo de 1923       | Japón | 1–5       | China     | |                                                                     | Sin datos                                 | Osaka                          | Juegos del Lejano Oriente             |
| 4  | 20 de mayo de 1925       | Japón | 0–2       | China     | | Lee Wai Tong                                                        | Estadio Conmemorativo Rizal               | Manila, Filipinas              | Juegos del Lejano Oriente             |
| 5  | 27 de agosto de 1927     | China | 5–1       | Japón     | Suen Kam Shun (19', 30') Kai Bingfen (21', -', 73')                                                                    | Misao Tamai (41')                                                   | Zhonghua Stadium                          | Shanghái                       | Juegos del Lejano Oriente             |
| 6  | 30 de mayo de 1930       | Japón | 3–3       | China     | Shiro Teshima (23') Tadao Takayama (57') Hideo Shinojima (73')                                                         | Suen Kam Shun (40') Chan Kwong Yiu (60') Dai Linjing (70')          | Meiji Jingu Gaien Stadium                 | Tokio                          | Juegos del Lejano Oriente             |
| 7  | 20 de mayo de 1934       | China | 4–3       | Japón     | Tam Kong Pak (6', 11') Lee Wai Tong (65') (76' (pen.))                                                                 | Akira Nozawa (60', 72') Takeshi Natori (74')                        | Estadio Conmemorativo Rizal               | Manila, Filipinas              | Juegos del Lejano Oriente             |
| 8  | 1 de mayo de 1966        | Japón | 1–2       | China     | |                                                                     | Sin datos                                 | Sin datos                      | Amistoso                              |
| 9  | 23 de junio de 1975      | China | 2–1       | Japón     | Li Yutie (6') Ke Wushang (20')                                                                                         | Kozo Arai (43')                                                     | Government Stadium                        | Hong Kong                      | Clasificación para la Copa Asiática   |
| 10 | 11 de junio de 1980      | China | 1–0       | Japón     | Li Xiangfu (67') |                                                                     | Estadio Tianhe                            | Guangzhou                      | Amistoso                              |
| 11 | 26 de diciembre de 1980  | China | 1–0       | Japón     | Rong Zhixing (7') |                                                                     | Government Stadium                        | Hong Kong                      | Eliminatorias Mundial 1982            |
| 12 | 2 de junio de 1981       | Japón | 0–0       | China     | |                                                                     | Estadio Ōmiya                             | Saitama                        | Amistoso                              |
| 13 | 30 de septiembre de 1981 | Japón | 2–0       | China     | |                                                                     | Sin datos                                 | Singapur                       | Lion City Cup                         |
| 14 | 31 de enero de 1983      | China | 5–0       | Japón     | |                                                                     | Sin datos                                 | Kochi, India                   | Copa Nehru                            |
| 15 | 31 de mayo de 1984       | Japón | 1–0       | China     | Hisashi Katō (84' (pen.))                                                                                              |                                                                     | Estadio Ōmiya                             | Saitama                        | Copa Kirin                            |
| 16 | 27 de julio de 1986      | Japón | 4–2       | China     | Hisashi Kaneko (8', 55') Hiromi Hara (75') Satoshi Tezuka (76')                                                        | Li Zheng (44') Wang Yong (77')                                      | Estadio Merdeka                           | Kuala Lumpur, Malasia          | Torneo Merdeka                        |
| 17 | 2 de junio de 1988       | Japón | 0–3       | China     | | Wang Baoshan (24') Gao Sheng (41') Ma Lin (45')                     | Mizuho Stadium                            | Nagoya                         | Copa Kirin                            |
| 18 | 10 de mayo de 1990       | Japón | 2–2       | China     | Tomoyuki Kajino (17') Osamu Maeda (56')                                                                                | ? (14' (a.g.) Zhang Shaowen (63')                                   | Ajinomoto Field Nishigaoka                | Tokio                          | Amistoso                              |
| 19 | 13 de mayo de 1990       | Japón | 2–0       | China     | Osamu Maeda (26') Mitsunori Yoshida (40')                                                                              |                                                                     | Estadio City Light                        | Okayama                        | Amistoso                              |
| 20 | 29 de julio de 1990      | China | 1–0       | Japón     | Wu Qunli (77') |                                                                     | Workers' Stadium                          | Pekín                          | Copa Dinastía                         |
| 21 | 24 de agosto de 1992     | China | 0–2       | Japón     | | Masahiro Fukuda (38') Takuya Takagi (82')                           | Workers' Stadium                          | Pekín                          | Copa Dinastía                         |
| 22 | 6 de noviembre de 1992   | Japón | 3–2       | China     | Masahiro Fukuda (48') Tsuyoshi Kitazawa (57') Masashi Nakayama (84')                                                   | Xie Yuxin (1') Li Xiao (70')                                        | Estadio Coca-Cola West Hiroshima          | Hiroshima                      | Copa Asiática                         |
| 23 | 18 de mayo de 1993       | China | 3–2       | Japón     | |                                                                     | Sin datos                                 | Shanghái                       | Juegos del Este Asiático              |
| 24 | 23 de febrero de 1995    | Japón | 2–1       | China     | Toshiya Fujita (16') Hisashi Kurosaki (22')                                                                            | Gao Feng (55')                                                      | Mong Kok Stadium                          | Hong Kong                      | Copa Dinastía                         |
| 25 | 12 de diciembre de 1996  | Japón | 1–0       | China     | Naoki Soma (90') |                                                                     | Estadio Tahnoun bin Mohammed              | Al Ain, Emiratos Árabes Unidos | Copa Asiática                         |
| 26 | 7 de marzo de 1998       | Japón | 0–2       | China     | | Li Bing (9', 50')                                                   | Estadio Olímpico de Tokio                 | Tokio                          | Copa Dinastía                         |
| 27 | 15 de marzo de 2000      | Japón | 0–0       | China     | |                                                                     | Kobe Universiade Memorial Stadium         | Kōbe                           | Amistoso                              |
| 28 | 26 de octubre de 2000    | China | 2–3       | Japón     | Qi Hong (30') Yang Chen (48')                                                                                          | Fan Zhiyi (21' (a.g.) Akinori Nishizawa (53') Tomokazu Myojin (61') | Ciudad Deportiva Camille Chamoun          | Beirut, Líbano                 | Copa Asiática                         |
| 29 | 8 de octubre de 2002     | China | 0–1       | Japón     | | Satoshi Nakayama (60')                                              | Masan Stadium                             | Changwon, Corea del Sur        | Juegos Asiáticos                      |
| 30 | 4 de diciembre de 2003   | Japón | 2–0       | China     | Tatsuhiko Kubo (4', 80')                                                                                               |                                                                     | Estadio Olímpico de Tokio                 | Tokio                          | Campeonato de Fútbol de Asia Oriental |
| 31 | 7 de agosto de 2004      | China | 1–3       | Japón     | Li Ming (31') | Takashi Fukunishi (22') Kōji Nakata (65') Keiji Tamada (90+1')      | Workers' Stadium                          | Pekín                          | Copa Asiática                         |
| 32 | 3 de agosto de 2005      | Japón | 2–2       | China     | Teruyuki Moniwa (59') Tatsuya Tanaka (87')                                                                             | Li Jinyu (37') Zhang Yonghai (43')                                  | Estadio Mundialista de Daejeon            | Daejeon, Corea del Sur         | Campeonato de Fútbol de Asia Oriental |
| 33 | 20 de febrero de 2008    | China | 0–1       | Japón     | | Kōji Yamase (17')                                                   | Centro de Deportes Olímpicos de Chongqing | Chongqing                      | Campeonato de Fútbol de Asia Oriental |
| 34 | 6 de febrero de 2010     | Japón | 0–0       | China     | |                                                                     | Tokyo Stadium                             | Tokio                          | Campeonato de Fútbol de Asia Oriental |
| 35 | 21 de julio de 2013      | Japón | 3–3       | China     | Yūzō Kurihara (32') Yōichirō Kakitani (59') Masato Kudō (60')                                                          | Wang Yongpo (4' (pen.), 80' (pen.)) Sun Ke (86')                    | Estadio Mundialista de Seúl               | Seúl, Corea del Sur            | Campeonato de Fútbol de Asia Oriental |
| 36 | 9 de agosto de 2015      | China | 1–1       | Japón     | Wu Lei (10') | Yūki Mutō (41')                                                     | Centro Deportivo de Wuhan                 | Wuhan                          | Campeonato de Fútbol de Asia Oriental |
| 37 | 12 de diciembre de 2017  | Japón | 2–1       | China     | Yū Kobayashi (84') Gen Shōji (88')                                                                                     | Yu Dabao (90+3')                                                    | Estadio Ajinomoto                         | Chōfu                          | Campeonato de Fútbol de Asia Oriental |
| 38 | 10 de diciembre de 2019  | China | 1–2       | Japón     | Dong Xuesheng (90') | Musashi Suzuki (29') Genta Miura (70')                              | Gudeok de Busan                           | Busan, Corea del Sur           | Campeonato de Fútbol de Asia Oriental |
| 39 | 7 de diciembre de 2021   | China | 0–1       | Japón     | | Yūya Ōsako (40')                                                    | Estadio Internacional Jalifa              | Doha, Catar                    | Eliminatorias Mundial 2022            |
| 40 | 27 de enero de 2022      | Japón | 2–0       | China     | Yūya Ōsako (13' (pen.)) Junya Ito (61')                                                                                |                                                                     | Estadio Saitama 2002                      | Saitama                        | Eliminatorias Mundial 2022            |
| 41 | 24 de julio de 2022      | Japón | 0–0       | China     | |                                                                     | Estadio Toyota                            | Toyota                         | Campeonato de Fútbol de Asia Oriental |
| 42 | 5 de septiembre de 2024  | Japón | 7–0       | China     | Wataru Endō (12') Kaoru Mitoma (45+2') Takumi Minamino (52', 58') Junya Ito (77') Daizen Maeda (87') Take Kubo (90+5') |                                                                     | Estadio Saitama 2002                      | Saitama                        | Eliminatorias Mundial 2026            |
| 43 | 19 de noviembre de 2024  | China | 1–3       | Japón     | Lin Liangming (48') | Kōki Ogawa (39', 54') Ko Itakura (45+5')                            | Xiamen Egret Stadium                      | Xiamen                         | Eliminatorias Mundial 2026            |

## Partidos femeninos
| # | Fecha                   | Local | Resultado      | Visitante | Goles Local                            | Goles Visita                 | Estadio                                   | Localización         | Competición                                    |
| - | ----------------------- | ----- | -------------- | --------- | -------------------------------------- | ---------------------------- | ----------------------------------------- | -------------------- | ---------------------------------------------- |
| 1 | 31 de agosto de 2018    | Japón | 1–0            | China     | Yuika Sugasawa (90')                   |                              | Gelora Sriwijaya                          | Palembang, Indonesia | Juegos Asiáticos                               |
| 2 | 14 de diciembre de 2019 | China | 0–3            | Japón     |                                        | Mana Iwabuchi (9', 44', 56') | Gudeok de Busan                           | Busan, Corea del Sur | Campeonato Femenino de Fútbol de Asia Oriental |
| 3 | 4 de febrero de 2020    | China | 2–2 (4-3 pen.) | Japón     | Wu Chengshu (46') Wang Shanshan (119') | Riko Ueki (26', 103')        | Complejo Deportivo Shree Shiv Chhatrapati | Pune, India          | Copa Asiática Femenina de la AFC               |
| 4 | 26 de julio de 2022     | Japón | 0–0            | China     |                                        |                              | Kashima Soccer Stadium                    | Kashima              | Campeonato Femenino de Fútbol de Asia Oriental |